# Ludlow (Massachusetts)
Ludlow es un pueblo ubicado en el condado de Hampden en el estado estadounidense de Massachusetts. En el Censo de 2010 tenía una población de 21.103 habitantes y una densidad poblacional de 287,91 personas por km².

## Geografía

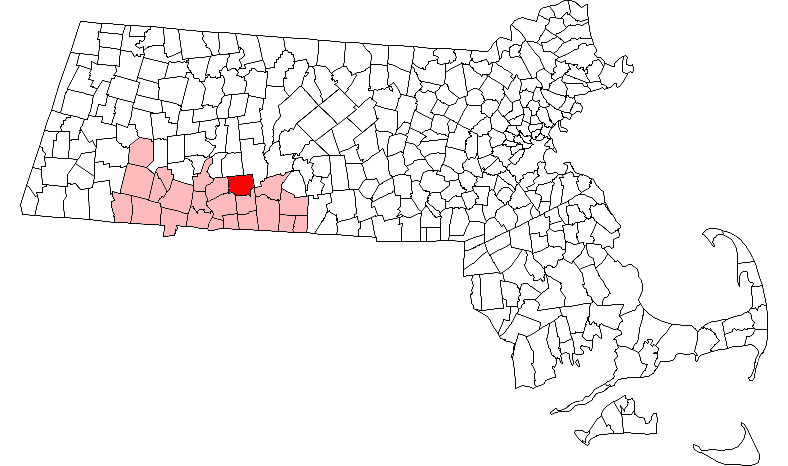
Ubicación en el condado de Hampden en Massachusetts.

Ludlow se encuentra ubicado en las coordenadas 42°11′20″N 72°27′33″O / 42.18889, -72.45917. Según la Oficina del Censo de los Estados Unidos, Ludlow tiene una superficie total de 73.3 km², de la cual 70.46 km² corresponden a tierra firme y (3.87%) 2.84 km² es agua.

## Demografía
Según el censo de 2010, había 21.103 personas residiendo en Ludlow. La densidad de población era de 287,91 hab./km². De los 21.103 habitantes, Ludlow estaba compuesto por el 93.96% blancos, el 2.44% eran afroamericanos, el 0.12% eran amerindios, el 0.81% eran asiáticos, el 0.04% eran isleños del Pacífico, el 1.28% eran de otras razas y el 1.36% pertenecían a dos o más razas. Del total de la población el 5.61% eran hispanos o latinos de cualquier raza.